# Dubán Palacio
Dubán Felipe Palacio Mosquera (El Bagre, Colombia, 16 de marzo de 1997) es un futbolista colombiano que juega de delantero y actualmente juega en el Nacional Potosí de la Primera División de Bolivia.

## Trayectoria
Para el 2024 ficha por Comerciantes Unidos para afrontar la Liga 1 2024. Tuvo una temporada irregular con el cuadro Cutervino, salvándose en las últimas fechas del descenso. Jugó 34 partidos y anotó 2 goles.
Luego de tener una temporada irregular en el cuadro cutervino, es oficializado como nuevo jugador del Nacional Potosí el 28 de enero.

## Estadísticas

### Clubes
| Club                              | Div.          | Temporada     | Liga  | Liga  | Copas nacionales | Copas nacionales | Copas internacionales | Copas internacionales | Total | Total |
| Club                              | Div.          | Temporada     | Part. | Goles | Part.            | Goles            | Part.                 | Goles                 | Part. | Goles |
| --------------------------------- | ------------- | ------------- | ----- | ----- | ---------------- | ---------------- | --------------------- | --------------------- | ----- | ----- |
| Jaguares · Colombia               | 1.ª           | 2016          | 1     | 0     | 6                | 0                | —                     | —                     | 7     | 0     |
| Jaguares · Colombia               | 1.ª           | 2017          | 5     | 0     | 6                | 0                | —                     | —                     | 11    | 0     |
| Jaguares · Colombia               | 1.ª           | 2018          | 1     | 0     | —                | —                | —                     | —                     | 1     | 0     |
| Jaguares · Colombia               | Total club    | Total club    | 6     | 0     | 12               | 0                | 0                     | 0                     | 19    | 0     |
| Bogotá F. C. · Colombia           | 2.ª           | 2019          | 32    | 5     | 2                | 1                | —                     | —                     | 34    | 6     |
| Bogotá F. C. · Colombia           | 2.ª           | 2020          | 22    | 4     | 2                | 0                | —                     | —                     | 24    | 4     |
| Deportivo Pasto · Colombia        | 1.ª           | 2021          | 11    | 0     | 1                | 0                | 1                     | 0                     | 13    | 0     |
| Deportivo Pasto · Colombia        | Total club    | Total club    | 11    | 0     | 1                | 0                | 1                     | 0                     | 13    | 0     |
| Atlético Bucaramanga · Colombia   | 1.ª           | 2021          | 10    | 2     | 3                | 0                | —                     | —                     | 13    | 2     |
| Atlético Bucaramanga · Colombia   | Total club    | Total club    | 10    | 2     | 3                | 0                | 0                     | 0                     | 13    | 2     |
| Deportivo Pereira · Colombia      | 1.ª           | 2022          | 26    | 0     | 2                | 1                | —                     | —                     | 28    | 1     |
| Deportivo Pereira · Colombia      | Total club    | Total club    | 26    | 0     | 2                | 1                | 0                     | 0                     | 28    | 1     |
| Independiente Santa Fe · Colombia | 1.ª           | 2023          | 4     | 0     | 0                | 0                | 3                     | 0                     | 7     | 0     |
| Independiente Santa Fe · Colombia | Total club    | Total club    | 4     | 0     | 0                | 0                | 3                     | 0                     | 7     | 0     |
| Bogotá F. C. · Colombia           | 2.ª           | 2023          | 10    | 1     | 0                | 0                | —                     | —                     | 10    | 1     |
| Bogotá F. C. · Colombia           | Total club    | Total club    | 64    | 10    | 4                | 1                | 0                     | 0                     | 68    | 11    |
| Comerciantes Unidos · Perú        | 1.ª           | 2024          | 34    | 2     | 0                | 0                | —                     | —                     | 34    | 2     |
| Comerciantes Unidos · Perú        | Total club    | Total club    | 5     | 1     | 0                | 0                | 0                     | 0                     | 5     | 1     |
| Total carrera                     | Total carrera | Total carrera | 126   | 13    | 22               | 2                | 4                     | 0                     | 152   | 15    |

## Palmarés

### Títulos nacionales
| Título              | Equipo            | País     | Año     |
| ------------------- | ----------------- | -------- | ------- |
| Categoría Primera A | Deportivo Pereira | Colombia | 2022-II |